# Liste der Baudenkmäler in Lülsfeld
Auf dieser Seite sind die Baudenkmäler in der unterfränkischen Gemeinde Lülsfeld zusammengestellt. Diese Tabelle ist eine Teilliste der Liste der Baudenkmäler in Bayern. Grundlage ist die Bayerische Denkmalliste, die auf Basis des Bayerischen Denkmalschutzgesetzes vom 1. Oktober 1973 erstmals erstellt wurde und seither durch das Bayerische Landesamt für Denkmalpflege geführt wird. Die folgenden Angaben ersetzen nicht die rechtsverbindliche Auskunft der Denkmalschutzbehörde.
 Diese Liste gibt den Fortschreibungsstand vom 24. April 2023 wieder und enthält 34 Baudenkmäler.

## Baudenkmäler nach Gemeindeteilen

### Lülsfeld
| Lage                                                           | Objekt                                | Beschreibung | Akten-Nr.     | Bild           |
| -------------------------------------------------------------- | ------------------------------------- | --- | ------------- | -------------- |
| An der Leite 5a (Standort)                                     | Marienfigur                           | Sockel mit kräftigem Gesims, darauf Standfigur der Maria Immaculata, um 1900 | D-6-78-153-36 | weitere Bilder |
| An der Linde (Standort)                                        | Bildstock                             | Kannelierter Schaft auf Tischsockel, Aufsatz mit Relief der Heiligen Dreifaltigkeit, neugotisch, bezeichnet „1865“ | D-6-78-153-7  | weitere Bilder |
| An der Linde (Standort)                                        | Bildstock                             | Vierkantschaft auf niedrigem Sockel, Bildaufsatz mit geschweiftem Rundbogen, Darstellung der Pietà, auf der Rückseite Blutwunder von Walldürn (zerstört), Sandstein, bezeichnet „1802“ | D-6-78-153-4  | weitere Bilder |
| An der Linde (Standort)                                        | Bildstock                             | Säule auf Tischsockel, Aufsatz mit Darstellung der Pietà, Sandstein, 18. Jahrhundert | D-6-78-153-3  | weitere Bilder |
| Brünnauer Grund; Schallfelder Straße (Standort)                | Altarbildstock                        | Pfeiler auf kubischem Sockel, mit mehrfach profiliertem Rundbogendach, Pietàrelief, im Sockel Darstellung einer Hubertusszene, Sandstein, bezeichnet „1875“ | D-6-78-153-14 | BW             |
| Brunnhügel; Schallfelder Straße (Standort)                     | Kruzifix                              | Sandstein, 19. Jahrhundert; wiedererrichtet 1982 an der Straße nach Schallfeld | D-6-78-153-13 | BW             |
| Floßwiese; an der Straße nach Frankenwinheim. (Standort)       | Bildstock                             | Sockel mit seitlichen Voluten und Reliefdarstellung des heiligen Wendelin mit Tieren, Vierkantschaft, Aufsatz mit Darstellung der Heiligen Dreifaltigkeit, Rückseite Pietà, wohl um 1800 | D-6-78-153-10 | weitere Bilder |
| Hauptstraße 2 (Standort)                                       | Wirtshaus                             | Zweigeschossiger Walmdachbau in zentraler Ecklage, Obergeschoss Fachwerk; zweite Hälfte 18. Jahrhundert | D-6-78-153-30 | weitere Bilder |
| Hauptstraße 6 (Standort)                                       | Pietà in einer Mauernische            | 18. Jahrhundert | D-6-78-153-2  | BW             |
| Hauptstraße 8 (Standort)                                       | Bauernhof                             | Eingeschossiges giebelständiges Sandsteinquaderhaus mit Halbwalmdach, biedermeierlich, Mitte 19. Jahrhundert | D-6-78-153-31 | weitere Bilder |
| Hauptstraße 8 (Standort)                                       | Bauernhof                             | Austragshaus, eingeschossiger Satteldachbau aus Bruchsteinmauerwerk mit Sandsteingewänden, Mitte 19. Jahrhundert | D-6-78-153-31 | BW             |
| Hauptstraße 8 (Standort)                                       | Bauernhof                             | Nebengebäude | D-6-78-153-31 | BW             |
| Hauptstraße 18; am Eingang zum Garten (Standort)               | Bildstock-Aufsatz                     | Mit Flucht nach Ägypten, Sandstein, 18. Jahrhundert | D-6-78-153-29 | BW             |
| Kirchstraße 9; Kirchstraße 7 (Standort)                        | Katholische Pfarrkirche Allerheiligen | Chorturmkirche, Turm im Unterbau 14. Jahrhundert, erhöht 1611 und 1690, Langhaus 1733; mit Ausstattung; Reste einer Gade, bezeichnet „1692“ | D-6-78-153-1  | weitere Bilder |
| Kirchstraße 19 (Standort)                                      | Bauernhaus                            | Eingeschossiger Halbwalmdachbau aus Sandsteinquadermauerwerk mit Ecklisenen und Gurtgesims, teilweise geohrte und faszierte Einfassungen, um 1830 | D-6-78-153-32 | weitere Bilder |
| Feldwegkreuzung, südlich des Ortes ()                          | Kreuz                                 | 19. Jahrhundert nicht nachqualifiziert, im Bayerischen Denkmal-Atlas nicht kartiert | D-6-78-153-12 |                |
| Kreisstraße SW 43; an der Straße nach Rimbach (Standort)       | Steinkreuz                            | Mit Schürfrillen auf Vorder- und Rückseite, sowie einem löffelartigen Schürfnäpfchen im Bund, wohl mittelalterlich, Sandstein | D-6-78-153-11 | weitere Bilder |
| Rimbacher Straße 2a (Standort)                                 | Ehemalige Zehntscheune                | Bruchsteinbau mit einseitig abgewalmtem Satteldach, geohrtes Sandsteinfenstergewände, erste Hälfte 18. Jahrhundert | D-6-78-153-33 | weitere Bilder |
| Rimbacher Straße 8 (Standort)                                  | Bildstock                             | Sich nach oben verjüngender Vierkantschaft auf leicht bauchigem Sockel, Aufsatz mit Relief der Heiligen Dreifaltigkeit, rückseitig eine Pietà, auf dem Sockel Darstellung des heiligen Wendelin, barock, bezeichnet „1790“                                                                                 | D-6-78-153-5  | weitere Bilder |
| Rimbacher Straße 9 (Standort)                                  | Bauernhaus                            | Eingeschossiger Halbwalmdachbau mit Fachwerkgiebel, bezeichnet „1766“ | D-6-78-153-6  | weitere Bilder |
| Rimbacher Straße 9 (Standort)                                  | Pforte                                | Bezeichnet „1768“ | D-6-78-153-6  | weitere Bilder |
| Rimbacher Straße 13 (Standort)                                 | Kloster Maria Schnee                  | Dreigeschossiger Flachwalmdachbau, spätklassizistisch, von 1880–81 | D-6-78-153-8  | weitere Bilder |
| Seeweg/Schallfelder Straße (Standort)                          | Altarbildstock                        | Altartisch auf Vierkantsockel, auf der Vorderseite des Sockels Reliefdarstellung des hl. Wendelin mit Tieren, Altaraufbau mit Nische, an der Rückwand der Nische Kreuzigungsdarstellung, darüber ein Aufsatz mit Relief der Heiligen Dreifaltigkeit, Sandstein, bezeichnet „1783“; renoviert 1975 und 1999 | D-6-78-153-9  | weitere Bilder |
| Steigerwaldstraße 24, an der Straße nach Järkendorf (Standort) | Bildstock                             | Tischsockel auf trapezförmigem Grundriss mit Schaft und reich bebildertem Aufsatz, Darstellung der Hl. Dreifaltigkeit mit weiteren Szenen und heiligen Figuren, auf dem Sockel Relief des heiligen Wendelin mit Tieren, bezeichnet „1800“                                                                  | D-6-78-153-15 | weitere Bilder |

### Schallfeld
| Lage                                          | Objekt                               | Beschreibung | Akten-Nr.     | Bild                                 |
| --------------------------------------------- | ------------------------------------ | --- | ------------- | ------------------------------------ |
| Bimbacher Straße 4 (Standort)                 | Tabernakelbildstock                  | Breiter Sockel mit Darstellung des heiligen Wendelin, Aufsatz mit halbrundem Dach von zwei Säulchen getragen, Retabel mit Reliefdarstellung Christus am Ölberg, dem eine Engel einen Kelch reicht, Sandstein, wohl Anfang 19. Jahrhundert | D-6-78-153-18 | weitere Bilder                       |
| Brünnauer Straße 2 (Standort)                 | Zweigeschossiger Gebäudestumpf       | Mit spitzbogiger Türrahmung und Gewölbe, Bruchstein, wohl 16. Jahrhundert; Mauerreste | D-6-78-153-35 | BW                                   |
| Brünnauer Straße 4 (Standort)                 | Pietà-Relief                         | Sandstein, 18. Jahrhundert; eingemauert | D-6-78-153-19 | BW                                   |
| Frankenwinheimer Straße 9 (Standort)          | Hoftorpfosten mit Radabweisern       | Sandstein, 18. Jahrhundert | D-6-78-153-20 | Hoftorpfosten mit Radabweisern       |
| Frankenwinheimer Straße 9 (Standort)          | Fußgängerpforte aus Sandsteinquadern | Mit ionischen Kapitellen und Maske, neubarock, wohl 19. Jahrhundert | D-6-78-153-23 | Fußgängerpforte aus Sandsteinquadern |
| Frankenwinheimer Straße 15 (Standort)         | Bildstock                            | Vierkantschaft auf Sockel mit Relief des heiligen Wendelin, rundbogiger Aufsatz mit Darstellung der Kreuzigung Christi, Sandstein, 18./19. Jahrhundert                                                                                    | D-6-78-153-21 | weitere Bilder                       |
| Frankenwinheimer Straße 20 (Standort)         | Sandsteinrelief                      | Inschrift „Solo Deo Gloria“ von Voluten gerahmt, 18. Jahrhundert; am Nebengebäude | D-6-78-153-22 | BW                                   |
| Kirchplatz 1, unterhalb der Kirche (Standort) | Kreuzigungsgruppe                    | 1853 | D-6-78-153-17 | weitere Bilder                       |
| Kirchplatz 3 (Standort)                       | Bauernhaus                           | Zweigeschossiger Halbwalmdachbau mit Sandsteinquadersockel und Eckquaderung, flacher Erker, Stuckfassade, 1922 | D-6-78-153-24 | weitere Bilder                       |
| Kirchplatz 5 (Standort)                       | Katholische Pfarrkirche St. Aegidius | Langhaus mit Satteldach und seitlich angeschlossenem Turm, Turm mit romanischem Unterbau, Langhaus 1714–15; mit Ausstattung | D-6-78-153-16 | weitere Bilder                       |
| Mühlweg, Straße nach Brünnau (Standort)       | Bildstock                            | Auf geschwungenem Sockel ein Vierkantschaft, rundbogiger Aufsatz mit Darstellung der Kreuzigung Christi und der Pietà, 18. Jahrhundert | D-6-78-153-27 | weitere Bilder                       |
| Schloßgasse (Standort)                        | Tabernakelbildstock                  | Auf breitem Sockel ein halbrundes Dach von zwei Säulchen getragen und mit Retabel abgeschlossen, Reliefdarstellung der Verurteilung und Kreuzaufladung Christi, Sandstein, 18. Jahrhundert; renoviert 1951                                | D-6-78-153-25 | weitere Bilder                       |
| Schloßgasse 6 (Standort)                      | Wohnhaus                             | Zweigeschossiger Walmdachbau mit geohrten Fensterrahmungen, bezeichnet „1736“ | D-6-78-153-26 | weitere Bilder                       |
| Schloßgasse 6 (Standort)                      | Ökonomiegebäude                      | Scheune, massiver Satteldachbau, zweite Hälfte 19. Jahrhundert mit Fachwerkgiebel des späten 17./frühen 18. Jahrhunderts, zugehörig Remise mit Holzlege, spätes 19. Jahrhundert                                                           | D-6-78-153-26 | weitere Bilder                       |
| Schloßgasse 6 (Standort)                      | Hoftor                               | Erste Hälfte 18. Jahrhundert, zum Teil erneuert | D-6-78-153-26 | weitere Bilder                       |

## Ehemalige Baudenkmäler
| Lage                               | Objekt                         | Beschreibung                                                     | Akten-Nr.     | Bild               |
| ---------------------------------- | ------------------------------ | ---------------------------------------------------------------- | ------------- | ------------------ |
| Lülsbachmühle (Standort)           | Zweigeschossiger Satteldachbau | Obergeschoss Fachwerk, 17./18. Jahrhundert                       | D-6-78-153-34 | BW                 |
| Lülsfeld Hauptstraße 14 (Standort) | Ehemalige Synagoge             | Erdgeschoss der ehemaligen Synagoge, stichbogige Öffnungen, 1764 | D-6-78-153-28 | Ehemalige Synagoge |